# Park Narodowy Bandingilo
Park Narodowy Bandingilo – park narodowy położony na południu Sudanu Południowego, na północny wschód od stolicy kraju, Dżuby. Park zajmuje powierzchnię około 16 000 km². Został utworzony w 1986. Jego teren jest przeważnie równinny z przewagą formacji roślinnych typu scrub.
Cały obszar parku jest ostoją ptaków IBA, na terenie której można spotkać takie gatunki ptaków, jak m.in.: pustułka rdzawa, turak białoczuby, hałaśnik białobrzuchy, lelek białowąsy z rodzaju Caprimulgus, żołna czerwonogardła z rodzaju Merops i czarnodudek czerwonodzioby z rodzaju Rhinopomastus.
Ssaki mieszkające na terenie parku to m.in.: żyrafa, bawół afrykański, bawolec krowi, ridbok zwyczajny, oreas i antylopy z rodzaju Kobus.